# Orbis Typus Universalis

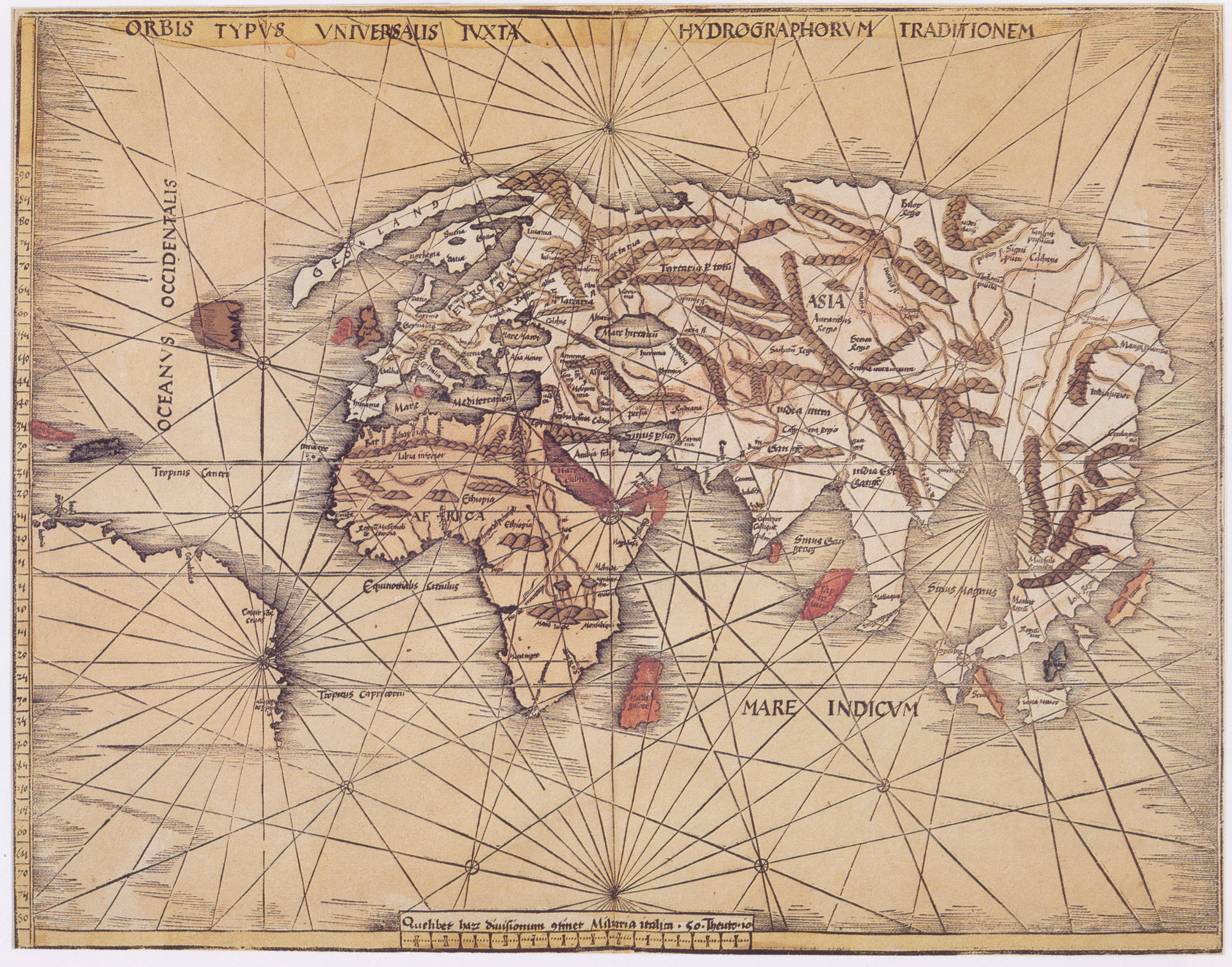
Orbis Typus Univeralis

Orbis Typus Universalis iuxta Hydrographorum Traditionem (Carte du monde suivant l'enseignement des hydrographes) est le titre d'un planisphère dessiné par le géographe Martin Waldseemüller. Publié pour la première fois à Strasbourg dans l'atlas de Ptolémée de 1513, il a été vraisemblablement dessiné en 1505-1506.

## Description
Le planisphère est une estampe jointe à l'atlas de Ptolémée. La copie du National Maritime Museum de Greenwich mesure 44,5 × 58 centimètres, sur une feuille de 46,5 × 64 cm ; les rééditions de 1522 sont plus petites.
Le titre, ORBIS TYPVS VNIVERSALIS IVXTA HYDROGRAPHORVM TRADITIONEM, est inscrit sous la bordure supérieure. La bordure gauche contient une échelle de latitude, tandis que la bordure inférieure contient une échelle en miles italiens. La carte est parcourue de lignes droites qui suggèrent les loxodromies des portulans, ce qui renvoie aux « hydrographes » de son titre, mais n'a elle-même jamais servi à la navigation.
Bien qu'elle soit présentée comme un planisphère, la carte ne représente pas les 360 degrés du globe terrestre : à l'ouest, elle s'arrête à la longitude des Antilles ; à l'est, elle dépasse à peine les côtes orientales de l'Asie. L'océan Pacifique est ainsi presque complètement occulté, mais ses côtes, représentées sans discontinuité, écartent toute possibilité de contiguïté avec l'Amérique au contraire du planisphère de Ruysch.
Sur cette carte, le Groenland est représenté comme une péninsule de l'Europe. Terre-Neuve est une terre isolée, dont seule la côte est est représentée avec détail, et n'a pas de légende. Les côtes nord et est de l'Amérique du Sud sont continues.
Les Antilles ne sont représentées que par trois îles : Isabella (Cuba), la Jamaïque sans légende, et Spagnola (Hispaniola).
La côte de l'Amérique du sud s'interrompt à l'ouest à la hauteur du golfe du Venezuela. Près de celui-ci se trouvent deux îles nommées Giga et Brasil. Plus à l'est, près du golfe de Paria, se trouve la légende Canibiles (cannibales). La mention Captit Ste Cruns (cap de la Sainte-Croix) est portée sur un cap près du site moderne de Recife. Le point le plus au sud est nommé Alta pago de S. paulo (village de Saint-Paul).
La représentation de l'Asie reprend également les récentes découvertes portugaises : les proportions de l'Inde et de Sri Lanka sont correctes, et différentes de celles de Ptolémée. On retrouve cependant une péninsule fantôme au sud-est de l'Asie (et à l'est de la péninsule Malaise) : selon Ptolémée, l'Afrique et l'Asie étaient reliées à leur extrémité sud, mais le voyage de Bartolomeu Dias en 1487-1488 a permis de montrer ce que lien n'existait pas, et seule une péninsule reste encore plausible pour Waldseemüller.

## Histoire
Si le planisphère a été publié pour la première fois en 1513, dans l'édition de Strasbourg de la Géographie de Ptolémée, sa date de réalisation est inconnue. La date de 1505-1506 est plausible pour plusieurs raisons : on n'y trouve pas encore la célèbre mention America utilisée dans le planisphère de Waldseemüller de 1507, sa représentation du Nouveau Monde est bien plus primitive que celui-ci et que les autres cartes présentes dans l'atlas de 1513, et le planisphère a été imprimé sur un format plus large que ces autres cartes, ce qui fait qu'un bord est rogné dans la reliure de nombreuses copies de l'atlas. À l'inverse, la représentation de l'Inde et du Sri Lanka est plus « moderne » que celle du planisphère de 1507.
Selon J. Siebold, cette carte porte le surnom de « carte de l'amiral » ; celui-ci est en général réservé à la carte Tabula Terre Nove, qui se trouve également dans la Géographie. Dans l'introduction à cet atlas, Waldseemüller indique que « l'amiral » est la source des nouvelles données géographiques. L'amiral est très probablement Christophe Colomb, dont le titre était « amiral de la mer Océane ».

## Sources
- (en) Orbis Typus Universalis, fiche du National Maritime Museum de Greenwich
- Fiche « Waldseemüller, Ptolemaei Geographia », Bibliothèque royale de Belgique, lire en ligne
- (en) Thomas Suárez, Shedding the Veil, 1992,  (ISBN 981-02-0869-3), pages 38-39
- (en) J. Siebold, Monograph #321: Orbis Typus Universalis Iuxta Hydrographorum Traditionem (Admiral's Map), voir en ligne